# Netatmo
Netatmo est une entreprise française spécialisée dans les objets connectés. Fondée en 2011, elle a lancé 14 produits et accessoires depuis 2012. 
La société est intégrée en novembre 2018 dans le groupe français Legrand afin d'élargir sa gamme de produits connectés et renforcer sa présence sur le marché de la maison intelligente. Ses différents produits dans la maison intelligente lui ont valu différents prix (CES awards),.

## Histoire
L’entreprise Netatmo a été créée en 2011 par Fred Potter, ingénieur et entrepreneur, et Jean-Pierre Dumolard, expert de l’industrie des hautes technologies. L'année suivante, Netatmo lance son premier produit, la station météo intelligente. Cette même année, l’entreprise opère une levée de fonds de 4,5 millions d'euros pour accélérer sa distribution, étendre sa plateforme et son offre produit,.
Les produits s'enchaînent les années suivantes pour complémenter la station, comme en 2013 un thermostat intelligent conçu par Philippe Starck. En 2015, la société élargit sa gamme et lance la caméra intérieure intelligente. En novembre, l’entreprise lève 30 millions d’euros et fait entrer le groupe Legrand dans son capital,.
L’entreprise multiplie les partenariats avec de grands groupes comme Legrand et Velux, co-développant avec eux des solutions intelligentes intégrées à l’infrastructure du bâtiment. En 2018, la compagnie annonce un partenariat avec le groupe Muller et lance son Smart Home Bot pour contrôler ses produits lors du CES. Netatmo est rachetée par le groupe Legrand en novembre 2018, et se rapproche de la branche de la maison connectée Legrand tout en conservant la marque Netatmo,.
En 2019, on annonce un nouveau partenariat avec l’entreprise Bubendorff.

## Produits

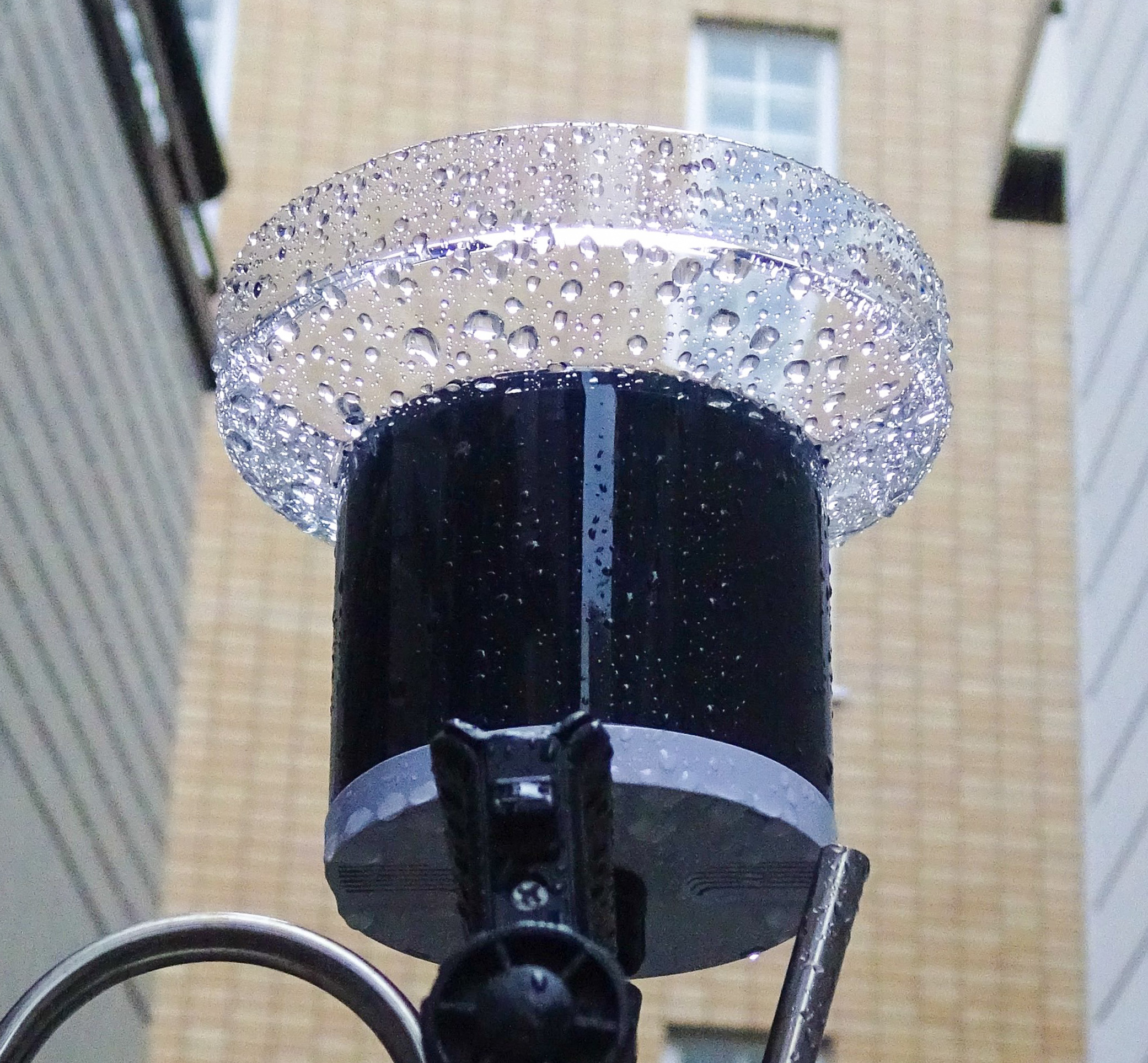
Pluviomètre intelligent Netatmo.

- Station Météo Intelligente : sortie en 2012, il s’agit du premier produit de la marque. Elle mesure les données météo ultra-locales et elle est composée de deux modules, un intérieur et un extérieur[20].
- Module Intérieur Intelligent Additionnel[21] : sorti en 2013, il s’agit d’un accessoire de la Station Météo Intelligente ;
- Thermostat Intelligent : sorti en 2013, il a été conçu par Philippe Starck. Il permet aux utilisateurs d’économiser de l’énergie tout en ayant la bonne température [10];
- Pluviomètre Intelligent[22] : sorti en 2014, il s’agit d’un accessoire de la Station Météo Intelligente qui permet de mesurer la quantité de pluie tombée ;
- Caméra Intérieure Intelligente[11] : sortie en 2015, elle est dotée d’une technologie de reconnaissance faciale. Elle alerte en temps réel son utilisateur en cas d’intrusion d’un inconnu ;
- Caméra Extérieure Intelligente[23] : sortie en 2016, elle distingue les personnes, les animaux et les voitures. Elle alerte en temps réel son utilisateurs en cas d’intrusion sur la propriété ;
- Anémomètre Intelligent[24] : sorti en 2016, il mesure la vitesse et la direction du vent ;
- Têtes Thermostatiques Intelligentes[25] : sorties en 2017, elles ont été conçues par Philippe Starck. Elles permettent de contrôler la température pièce par pièces. Elles sont disponibles en pack pour chauffage collectif ou en complément du Thermostat Intelligent.
- Capteur de Qualité de l’Air Intérieure Intelligent[26] : sorti en 2017, il analyse la température, l’humidité, le bruit et le niveau de CO² de la maison et donne des conseils pour créer un environnement plus sain ;
- Détecteur de Fumée Intelligent[27] : sorti en 2018, il envoie en temps réel une alerte sur le smartphone en cas de détection d’incendie.

- WeatherMap: Avec son réseau de stations météo à travers le monde, Netatmo dispose d'un parc important de stations météo intelligentes en opération qui mesure la météo au niveau ultra local et en temps réel dans plus de 170 pays[28]. Une concentration des utilisateurs Weathermap permet de générer des données météorologiques ultra-précises, ce qui a permis au service YR de l'Institut météorologique norvégien d'affiner la précision des prévisions météorologiques pour des millions de personnes en Scandinavie avec les données fournies par Netatmo[29].

## Produits co-développés
Netatmo co-développe en partenariat avec des acteurs de l’industrie du bâtiment des solutions connectées intégrées à l’infrastructure de l’habitat individuel, dans le neuf ou la rénovation. Avec Legrand, Netatmo a co-créé et lancé en janvier 2018 les premières gammes d’interrupteurs et de prises de courant encastrées connectées, permettant le contrôle à distance des éclairages, volets roulants et appareils électriques depuis son téléphone intelligent ou par la voix. Avec le groupe Velux, Netatmo a co-développé et lancé en juillet 2018 les premières commandes intelligentes permettant le contrôle automatisé, centralisé et à distance des fenêtres de toit, stores et volets roulants Velux, pour maintenir un climat intérieur sain et confortable. Avec le groupe Muller, Netatmo co-crée un module de connexion pour radiateur électrique, permettant la régulation intelligente du chauffage pièce par pièce, pour un confort amélioré tout en réalisant des économies d’énergies. Avec Bubendorff, Legrand et Netatmo ont conçu une solution permet de contrôler à distance ses volets radio Bubendorff via application mobile.